# The KBCS
The KBCS ist eine deutsche Instrumental-Jazz-Band aus Hamburg. Sie erlangte Bekanntheit durch ein gemeinsames Album mit dem Musiker Thomas D.

## Bandgeschichte
Die Band The KBCS wurde zur ersten Album-Produktion von Phô Sessions Vol. 1 gegründet, bestehend aus Lucas Kochbeck (Drums), Nicolas Börger (Keyboard), Lars Cölln (Gitarre) & Daniel Stritzke (Bass). Ab 2019 begleiteten sie als Backingband für Livekonzerte Flo Mega auf der 2019er Bäms!-Tour.
2019 veröffentlichte die Band über Légère Recordings ihr Debütalbum, das aus hauptsächlich instrumentalen Songs zwischen Jazz und Soul beziehungsweise Funk besteht. Bei zwei Songs war Flo Mega zu hören. Im gleichen Jahr folgte mit Mehr Respekt (Akku Leer) eine gemeinsame Single über Our Label Records.
Thomas D von Die Fantastischen Vier stieß 2019 auf das Album der Band und beschloss mit ihnen zusammenzuarbeiten. Er lud sie ins heimische MARS-Studio in der Eifel ein und zusammen spielten sie das Album The M.A.R.S Sessions ein. Als erste Single erschien der Song Show. Das Album besteht zum Teil aus alten Songs von Thomas D und den Fantastischen Vier, die jedoch musikalisch mit einem Vintage-Sound versehen wurden. Das Album erschien als CD, als limitierte Doppel-LP sowie als Box-Set mit Doppel-LP, CD und Flexidisc. Das Album erschien am 30. Juli 2021 über Rekord Music & Distribution und erreichte Platz 13 der deutschen Charts.
Im Herbst 2021 veröffentlichte die Band ihr zweites Studioalbum Color Box auf dem Berliner Label Sonar Kollektiv mit internationalen Gästen (J.Lamotta, Olivier St. Louis, Nneka, Lui Hill, BOVIY)
Anlässlich des 10. Jubiläums des Black Bird Albums der Band Fat Freddy’s Drop produzierten The KBCS 2023 einen Remix inklusive Video, welcher auf dem Album Blackbird Returns erschien.

## Diskografie

### Alben
- 2019: Phô Sessions Vol. 1 (Légère Recordings)
- 2021: M.A.R.S Sessions (mit Thomas D, Rekord Music & Distribution)
- 2021: Color Box (Sonar Kollektiv)[8]
- 2024: Little Big Beat Studio Live Session (mit Thomas D, Rekord Music & Distribution)
- 2024: M.A.R.S Sessions II (mit Thomas D, Rekord Music & Distribution)

### Singles
- 2019: Mehr Respekt (Akku Leer) (mit Flo Mega, Our Label Records)
- 2021: Show (mit Thomas D, Rekord Music & Distribution)
- 2021: Popsicles (Sonar Kollektiv)
- 2021: Wasting All Your Lovin’ (mit BOVIY, Sonar Kollektiv)
- 2021: Pockets (mit Olivier St. Louis, Sonar Kollektiv)[9]
- 2022: The Center (mit J.Lamotta, Sonar Kollektiv)
- 2023: I Wish You A World of Happiness (mit Nora Becker, Sonar Kollektiv)
- 2024: Liebesbrief (Little Big Beat Studio Live Session) (mit Thomas D, Rekord Music & Distribution)